# 扎文河
扎文河，位于中华人民共和国内蒙古自治区呼伦贝尔市鄂伦春自治旗西南部，是嫩江流域毕拉河左岸支流，发源于诺敏镇毕拉河林业局北部赛浪格古达山，蜿蜒向东南流经扎文其汗林场，于大四方山东麓转西流汇入毕拉河。河流全长92千米，流域面积1340平方千米，年均径流量2.44亿立方米。扎文河流域为山区，人烟稀少，上中游植被繁茂，大部分保留原始自然风貌。